# Kathedralkirche des Heiligen Zaren Uroš

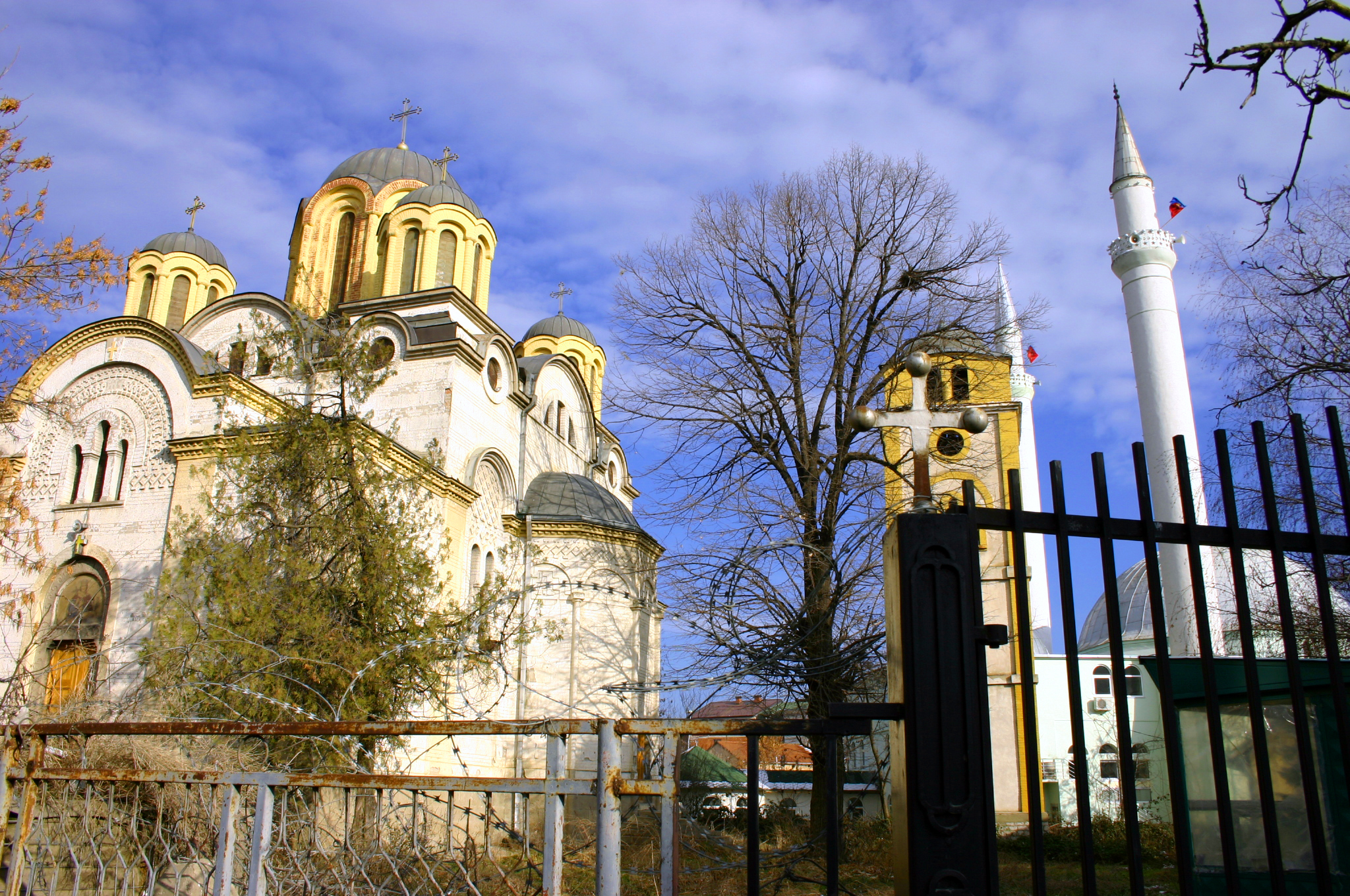
Die Uroš-Kathedrale (links) neben der Mulla-Veseli-Moschee

Die Kathedralkirche des Heiligen Zaren Uroš (albanisch Katedralja e Shën Uroshit, serbisch Саборна црква Светог Цара Уроша Saborna crkva svetog cara Uroša) im Zentrum der kosovarischen Stadt Ferizaj zählt zur Eparchie Raszien-Prizren der serbisch-orthodoxen Kirche. Laut UNESCO-Berichten von 2004 und 2005 ist die Kirche von großer religiöser und symbolischer Bedeutung, da sie wertvolle Dekorationen und Artefakte beinhaltet; der gestalterische und historische Wert sei jedoch als gering einzustufen.
Sie befindet sich direkt neben der Mulla-Veseli-Moschee, was als Symbol der Toleranz zwischen albanischen Muslimen und orthodoxen Serben in der Stadt gilt. Der Gebäudekomplex von Kathedrale und Moschee ist als Kulturdenkmal geschützt.

## Baugeschichte

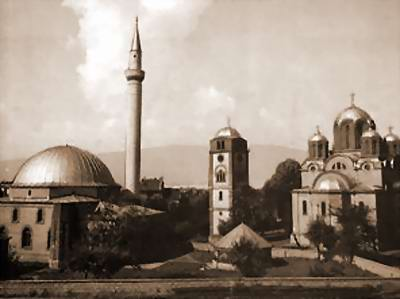
Altes Foto aus der ersten Hälfte des 20. Jahrhunderts

Das Bauwerk ist dem Heiligen Zaren Stefan Uroš V. gewidmet und wurde 1929 bis 1933 von Josif Mihailović, einem Architekten aus der mazedonischen Hauptstadt Skopje, errichtet. Sie wurde mit fünf Kuppeln auf dem Plan eines Dreipasses errichtet. Für die Herstellung wurde Beton, Gestein und Ziegel verwendet, und es wurde bepflastert. Das Kloster Gračanica diente für den oberen Teil des Gotteshauses als Vorbild. Die Kuppeldekoration besteht aus Schachbrettmustern, Blumenmotiven und Ziegelsteinen. Die Hauptkuppel steht auf vier Säulen.
Die Mauern wurden 1932 bis 1936 von Janko Kuzmanović aus Galičnik bemalt, der zusammen mit Viktorija Puzanova aus Mitrovica die drei Ikonen und die Ikonostase schnitzte. Die Ikonensammlung zählt zur Periode des serbischen Mittelalters, darunter die Dreieinigkeits-Ikone von Josif Radević aus Lazaropolje von 1896. Die Ikonostasis aus Holz stammt aus dem 19. Jahrhundert und war ein Geschenk des serbischen Königs Alexander I. Karađorđević.

## Moderne Geschichte
Ende Juni 1999 und Dezember 2003 ist die Kirche von albanischen Extremisten angegriffen worden. Bei den Ausschreitungen im Kosovo 2004 kam es auch in Ferizaj zu Protesten von Albanern. Am Abend des 17. März schlug der anfänglich friedliche Protest in Gewalt um, welche sich dann gegen die serbische Kathedrale richtete. Die vor Ort anwesenden griechischen Soldaten wurden am späten Abend durch US-amerikanische Truppen abgelöst, woraufhin sich die Lage wieder beruhigte. Die KFOR-Truppen konnten Randalierer vom Eindringen in die Kirche abhalten, sodass lediglich der Eingangsbereich der Hl.-Uroš-Kathedrale Brandschäden nahm.
Im Januar 2013 wurden Graffiti an die Kathedrale gesprüht. Im April desselben Jahres begannen im Hof der Kathedrale Bauarbeiten für ein Pfarrerhaus, in welches der Bischof Živojin Kojić einziehen soll.